# Кобелярово
Кобелярово (словац. Kobeliarovo) — село в окрузі Рожнява Кошицького краю Словаччини, історична область Гемера. Площа села 12,03 км². Станом на 31 грудня 2016 року в селі проживало 478 жителів.

## Історія
Перші згадки про село датуються 1466 роком.

## Населення
| Рік:            | 1994. | 2004.   | 2014.   | 2024.    |
| --------------- | ----- | ------- | ------- | -------- |
| Кількість осіб: | 421   | 433     | 457     | 509      |
| Різниця:        |       | +2,85 % | +5,54 % | +11,37 % |

| Рік:            | 2023. | 2024.   |
| --------------- | ----- | ------- |
| Кількість осіб: | 498   | 509     |
| Різниця:        |       | +2,20 % |

## Уродженці
- Павел Йозеф Шафарик (1795—1861) — словацький та чеський поет, історик, мовознавець, етнограф; засновник наукової славістики.